# Dendrokalamus olbrzymi
Dendrokalamus olbrzymi (Dendrocalamus giganteus Munro) – gatunek wieloletniej rośliny z rodziny wiechlinowatych. Pochodzi z Azji Południowo-Wschodniej. Tworzy największe źdźbła ze wszystkich traw. W sprzyjających warunkach tempo przyrostu może wynosić 45 cm dziennie. Źdźbła bardzo trwałe.

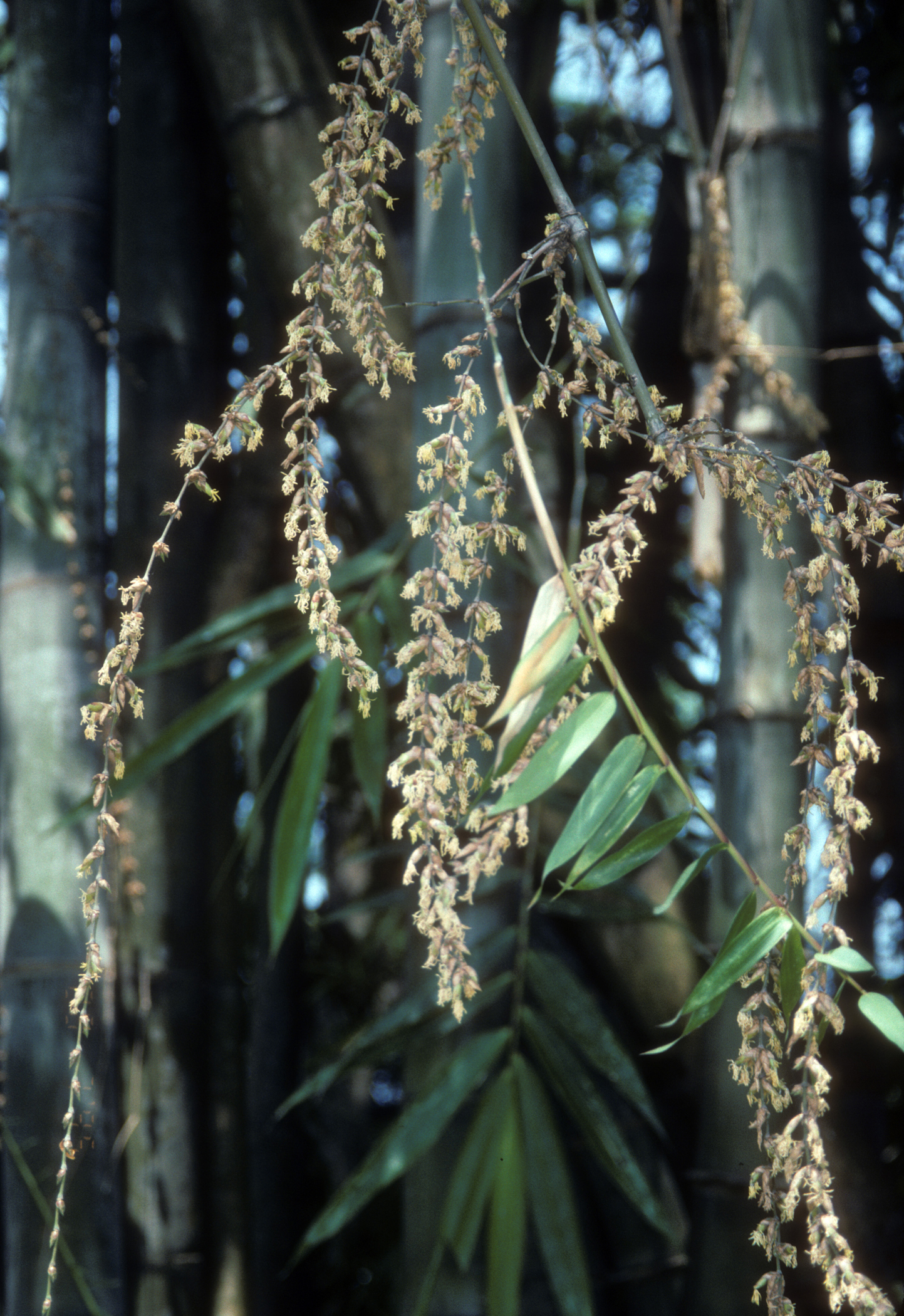
Kwiatostany

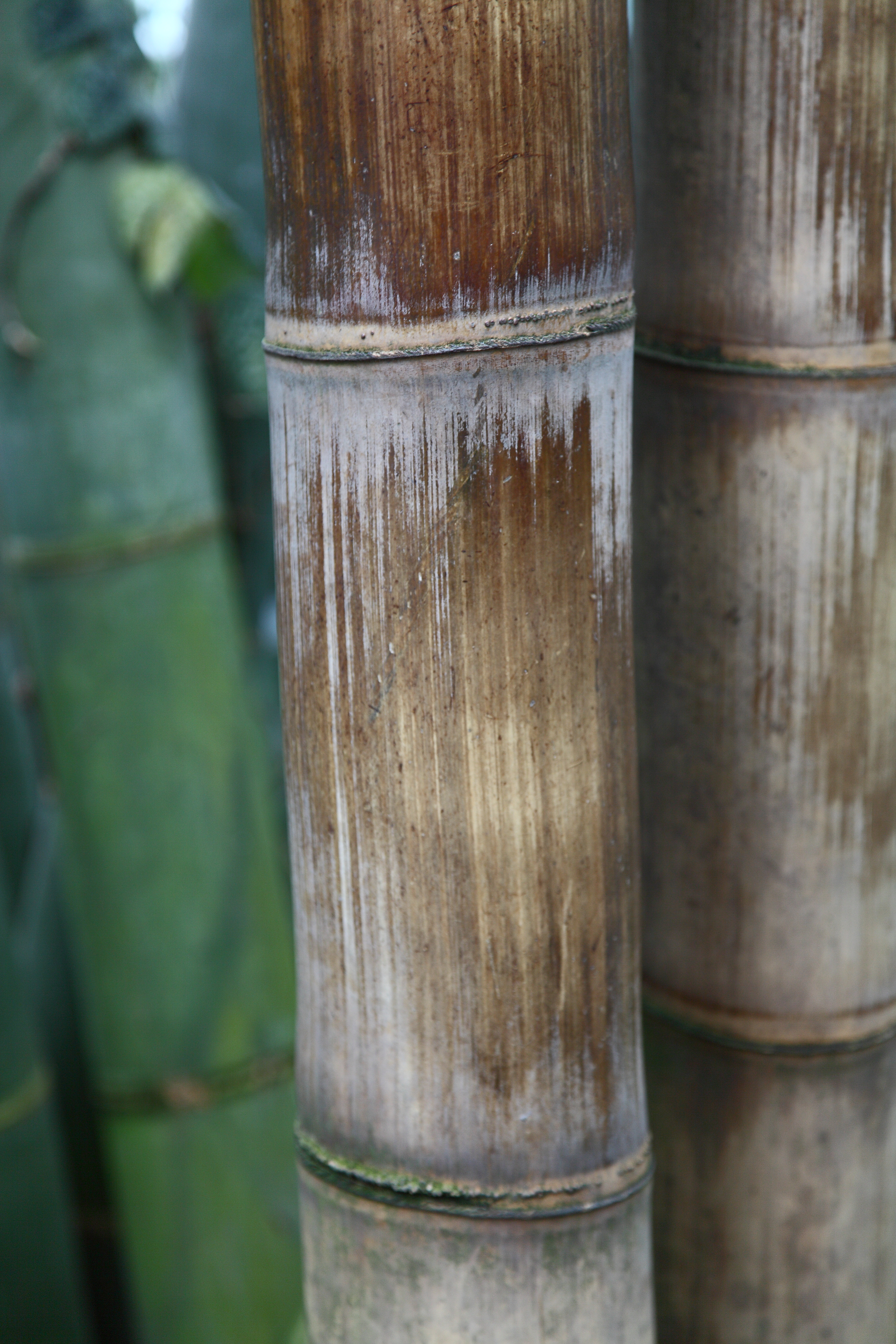
Źdźbła

## Morfologia
PokrójRoślina osiągająca wysokość do 35 m; źdźbła zdrewniałe, barwy bladozielonej o średnicy do 30 cm. Przy wierzchołku silnie rozgałęzione pędy boczne i liśćmi.
LiściePodługowate, o długości do 30 cm, szerokości 10 cm, unerwienie równoległe.
KwiatyKłosy zebrane w wiechy, pylniki żółte, znamiona fioletowe. Rzadko spotykane, gdyż kwitnie raz na kilkadziesiąt lat, po dojrzeniu nasion część nadziemna obumiera.
OwoceZiarniaki długości do 8 mm, również bardzo rzadkie.

## Zastosowanie
- Roślina wykorzystywana jako lekki i wytrzymały materiał konstrukcyjny, do budowy mostów, domów, rusztowań itp.
- Wykonuje się rury, instrumenty muzyczne, tratwy.
- Młode pędy są jadalne, wykorzystywane w kuchniach dalekowschodnich jako warzywo[5].